# Carlos Manuel de Céspedes
Pour les articles homonymes, voir Céspedes.
Carlos Manuel de Céspedes, né le 18 avril 1819 à Bayamo et mort le 27 février 1874, était un militaire et homme d'État cubain, ayant combattu lors de la guerre des Dix Ans pour l'indépendance de l'île.
Les Cubains l’appellent le « Père de la Patrie ». Noble et riche propriétaire terrien du sud-est de l'île et avocat, il fut le premier à libérer ses esclaves, en 1868, pour engager la grande guerre d’indépendance contre les Espagnols. Les actions des esclaves furent couronnées de succès, au point que les rebelles proclamèrent la république en 1869. Céspedes fut président de la République en armes mais il mourut au combat en 1874. En 1878, les Espagnols reprirent le pouvoir après la conclusion du pacte de Zanjón.
Il est le père de Carlos Manuel de Céspedes y Quesada, futur président de la république de Cuba.

## La Révolte
À Cuba, les idées indépendantistes sont latentes dans la population et dans la classe politique depuis la fin de la guerre de Restauration de la République dominicaine, qui chassa de l'île en 1865 les troupes royalistes espagnoles.
Les tarifs douaniers américains augmentent en 1861 dans le cadre d'une politique protectionniste et font alors disparaître la position favorisée du sucre cubain (qui constitue près de 80 % des ressources de l'île) sur le marché américain. Les Espagnols sont mécontents et le peuple cubain, agité. Après une longue série d’abus de la part du gouvernement espagnol et la crise économique de 1866-1867, le peuple veut avoir accès à plus de droits politiques. Un mouvement révolutionnaire cubain prend forme pour lutter pour l'indépendance de leur pays et obtenir de la même façon l'abolition de l'esclavage et l'obtention de droits civiques pour tous les Cubains. Le 10 octobre 1868, Carlos Manuel de Céspedes (1819-1874), riche propriétaire terrien, libère ses esclaves et fonde une armée, déclenchant la guerre des Dix Ans.

## La Guerre pour l'indépendance

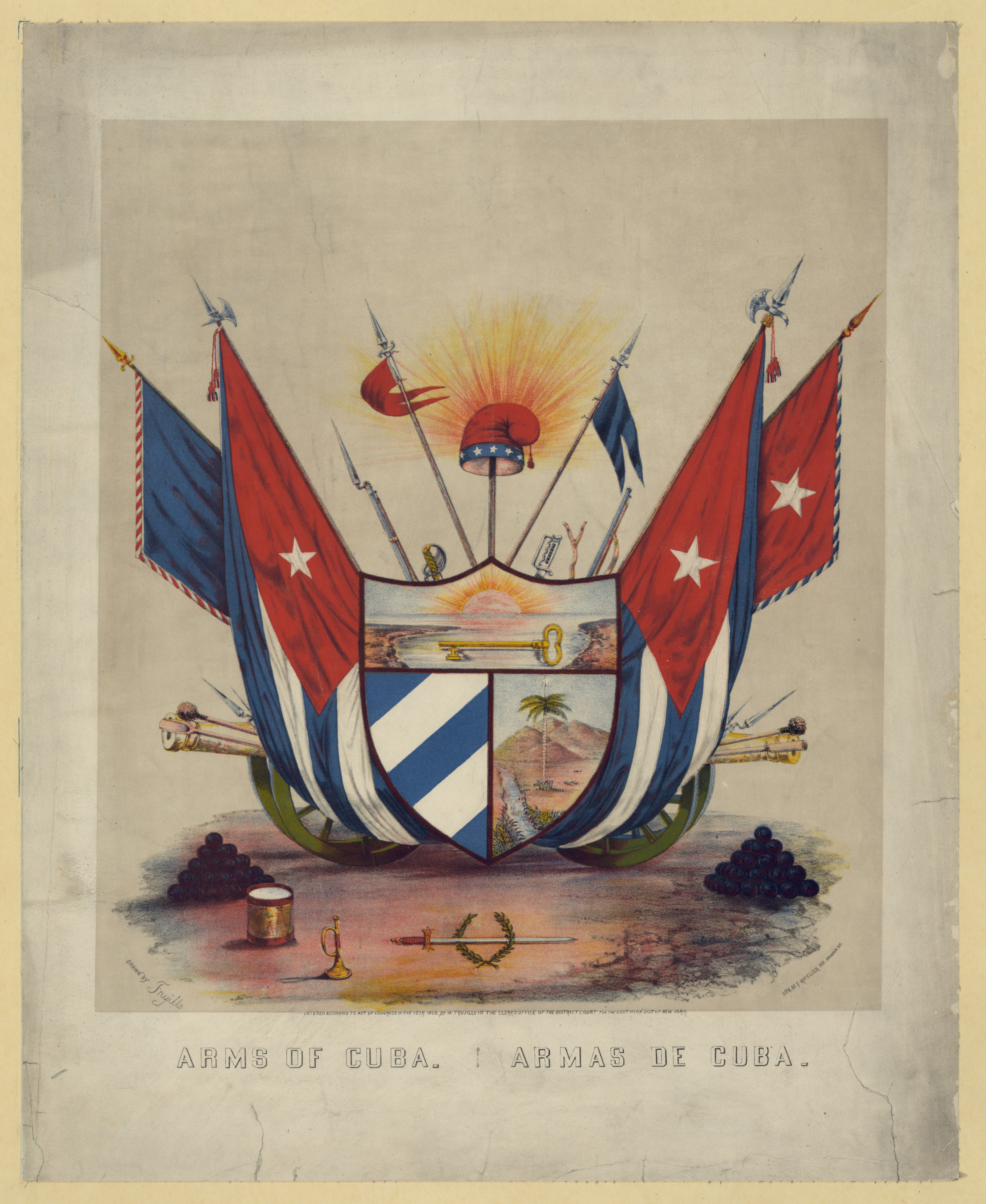
Armes de la république de Cuba (1869).

Au début de la guerre, Céspedes et les autres insurgés obtiennent le soutien des États-Unis qui envoient plusieurs bateaux qui débarquent à Cuba avec des armes et des volontaires, dont de nombreux vétérans de la guerre de Sécession, pour lutter contre les Espagnols.
De nombreux nobles et autres riches propriétaires rejoignirent Céspedes et proclamèrent la république de Cuba en armes, contre le pouvoir espagnol déjà fragilisé intérieurement à cause de la révolution de 1868 qui renversa la reine Isabelle II. En 1870, le prince Amédée de Savoie accepte le trône d'Espagne, vacant depuis l'abdication de la reine.
Le chef du gouvernement espagnol, Juan Bautista Topete, qui a joué un rôle essentiel lors de la Révolution, nomme le général Joaquín Jovellar, gouverneur de l'île et le charge de réprimer la révolte et de rétablir l'ordre dans la Capitainerie.
Du côté cubain, la guerre fut terrible. Il y eut plus de 300 000 morts civils et militaires tandis que l'industrie et l'agriculture (plantations de sucre) furent ravagées. Les ravages de la guerre n'empêcheront pas les Cubains de se révolter de nouveau avant d'obtenir l'indépendance en 1902.
Du côté espagnol, la guerre coûta la vie à de nombreux soldats.
En 1873, Céspedes laissa la présidence de la République auto-proclamée au marquis de la Sainte-Lucie, Salvador Cisneros Betancourt, et pris lui-même le commandement d'un bataillon contre les espagnols.
Malgré ses brillants succès militaires, Céspedes est tué lors d'une bataille le 27 février 1874 et inhumé au cimetière de Santa Ifigenia. Après sa mort, la guerre se poursuit jusqu'en 1878.

## Postérité
Le 19 octobre 1877 est fait prisonnier Don Tomás Estrada Palma, président de la République en armes. Ce dernier est alors remplacé par Francisco Javier de Céspedes, le frère cadet de Carlos Manuel de Céspedes, qui est à son tour remplacé par le général Vicente García. C'est dans ce contexte que les chefs militaires de la province de Camagüey sollicitèrent auprès du général espagnol Arsenio Martínez Campos une trêve pour pouvoir se réorganiser et continuer la guerre. Mais à la Chambre des Représentants, le scepticisme s'était déjà bien répandu, et chacun avait perdu foi en un succès final. La Chambre procéda en décembre 1877 à l'adoption du Décret Spotorno, lequel interdisait tout type de négociation avec l'ennemi, et le 21 décembre, une réunion avec les commandants espagnols se conclut par une trêve.
Après ces négociations, Vicente García assuma la charge de président de la République en Armes, à compter du 15 janvier 1878. Il se rendit à Camagüey et le 7 février, il y tint une rencontre secrète avec le général Arsenio Martínez Campos, où ils convinrent de mettre sur pied une réunion de consultation du peuple cubain pour définir s'il accepterait une paix sans indépendance. La majorité des combattants, désabusés, décida d'une suspension des hostilités. La Chambre des Représentants s'autodissout, afin de ne pas aller à l'encontre de la Constitution de Guáimaro, qui interdisait toute convention gouvernementale n'allant pas dans le sens de l'indépendance.
Toutefois, il s’agit tout de même d’une demi-victoire pour le peuple cubain, car il obtient par le pacte de Zanjón (10 février 1878) une certaine autonomie, l’abolition de l’esclavage en 1880 — mise en pratique uniquement en 1886 — et l’égalité des droits entre les Blancs et les Noirs, proclamée en 1893. Le pacte a aussi des répercussions politiques, puisqu’il engendre l’apparition des premiers partis politiques.
Les réformes promises à la suite de la guerre des Dix Ans ne sont pas réalisées, ce qui occasionne un nouveau soulèvement : la guerre d'indépendance cubaine.
Le premier jour du soulèvement de 1868 est commémoré officiellement sous le nom de Cri de Yara (El Grito de Yara).

## Publications
- De Bayamo a San Lorenzo sur manioc.org